# Tom Dieusaert
Tom Dieusaert (Amberes, 1967) es un escritor y periodista flamenco. Ha vivido y trabajado en Sudamérica desde 1996, principalmente en Argentina. Dieusaert escribe libros y publica como periodista autónomo en diversos medios. En 2020, un periódico belga publicó dos series sobre los viajes de descubrimiento de Sebald de Weert y Isaac Lemaire, dos navegantes y capitanes holandeses.

## Trabajos
Tom Dieusaert saltó a la fama con su libro De laatste rit van de Kever (El último viaje del escarabajo.) en 2005. En este libro viaja en un Volkswagen Escarabajo desde Ciudad de México hasta la capital argentina, Buenos Aires. El libro fue traducido al español como Diarios del Vocho. En Coffee and Coke (2003) examina la política y la economía en América Latina y el efecto de la globalización.
En su libro Computer Crash (2017) analiza el papel del piloto automático en los accidentes aéreos.

## Publicaciones
- Koffie en cola : Latijns-Amerika in tijden van globalisering (2003)
- Diarios del Vocho : un viaje por América Latina (2005)
- Perú (2006)
- System Error: Accidentes aéreos modernos (2019)